# Hergottella
Hergottella es un género de foraminífero bentónico de la subfamilia Hergottellinae, de la familia Patellinidae, suborden Spirillinina y del orden Robertinida. Su especie tipo es Patellina jonesi. Su rango cronoestratigráfico abarca el Aptiense (Cretácico inferior).

## Clasificación
Hergottella incluye a las siguientes especies:
- Hergottella jonesi †
- Hergottella tilchae †